# Горня Топличиця
Горня Топличиця (хорв. Gornja Topličica) — населений пункт у Хорватії, у Загребській жупанії у складі міста Светий Іван-Зелина.

## Населення
Населення за даними перепису 2011 року становило 157 осіб.
Динаміка чисельності населення поселення:

## Клімат
Середня річна температура становить 10,08 °C, середня максимальна – 23,56 °C, а середня мінімальна – -5,39 °C. Середня річна кількість опадів – 922 мм.
| Клімат поселення                              | Клімат поселення | Клімат поселення | Клімат поселення | Клімат поселення | Клімат поселення | Клімат поселення | Клімат поселення | Клімат поселення | Клімат поселення | Клімат поселення | Клімат поселення | Клімат поселення | Клімат поселення |
| Показник                                      | Січ.             | Лют.             | Бер.             | Квіт.            | Трав.            | Черв.            | Лип.             | Серп.            | Вер.             | Жовт.            | Лист.            | Груд.            |                  |
| Середній максимум, °C                         | 5,96             | 7,42             | 11,53            | 15,62            | 20,47            | 23,56            | 22,51            | 22,03            | 18,14            | 13,30            | 7,85             | 4,18             |                  |
| Середня температура, °C                       | 0,30             | 1,75             | 5,86             | 9,94             | 14,78            | 17,88            | 19,57            | 19,09            | 15,22            | 10,37            | 4,94             | 1,26             |                  |
| Середній мінімум, °C                          | −5,39            | −3,93            | 0,18             | 4,26             | 9,11             | 12,21            | 16,64            | 16,17            | 12,29            | 7,46             | 2,02             | −1,67            |                  |
| Норма опадів, мм                              | 49               | 49               | 62               | 72               | 81               | 103              | 87               | 91               | 86               | 87               | 88               | 67               |                  |
| Середньомісячна швидкість вітру, м/с          | 1.99             | 2.17             | 2.54             | 2.46             | 2.32             | 2.05             | 2.00             | 1.84             | 1.87             | 1.97             | 2.07             | 2.06             |                  |
| Середньомісячна сонячна радіація, кДж/м²·день | 4126             | 6860             | 10493            | 14847            | 18914            | 20760            | 21609            | 18867            | 14075            | 8732             | 4594             | 3319             |                  |
| --------------------------------------------- | ---------------- | ---------------- | ---------------- | ---------------- | ---------------- | ---------------- | ---------------- | ---------------- | ---------------- | ---------------- | ---------------- | ---------------- | ---------------- |
| Джерело:                                      |                  |                  |                  |                  |                  |                  |                  |                  |                  |                  |                  |                  |                  |